# Eduardo "Cuello" Blanco
Eduardo Blanco (nacido el 25 de abril de 1924) es un exfutbolista argentino; se desempeñaba como defensor y su primer club fue Rosario Central. Fue apodado irónicamente Cuello Blanco debido a su juego ríspido.

## Carrera
Debutó en Rosario Central en 1946, llegando a jugar 3 partidos el campeonato. Ante la falta de oportunidades, fue cedido a préstamo a Almagro en 1947; retornó al canalla al año siguiente y se mantuvo en el club hasta 1952. Generalmente fue jugador de alternativa en la zaga central, teniendo en el Campeonato de Primera B 1951 su mayor participación; Central había descendido el año anterior y retornó rápidamente a Primera consagrándose en el torneo. Blanco disputó 45 partidos con la casaca centralista en todas sus etapas, sin marcar goles. Entre 1954 y 1955 vistió en 36 oportunidades la camiseta de Central Córdoba de Rosario, en los torneos de ascenso.

## Clubes
| Club                      | País      | Año       |
| ------------------------- | --------- | --------- |
| Rosario Central           | Argentina | 1946      |
| Almagro                   | Argentina | 1947      |
| Rosario Central           | Argentina | 1948-1952 |
| Atlético Chalaco          | Perú      | 1953      |
| Central Córdoba (Rosario) | Argentina | 1954-1955 |

## Palmarés
| Equipo          | País      | Título           | Año  |
| --------------- | --------- | ---------------- | ---- |
| Rosario Central | Argentina | Segunda División | 1951 |